# Reelles Bild

Reelles Bild bei einer Konvexlinse.

Reelles Bild ist ein Begriff aus der geometrischen Optik. Es bezeichnet Bilder, von denen wirklich (in der „Realität“, daher reell) Lichtstrahlen ausgehen. Am Ort des reellen Bildes kann sich ein Schirm befinden, von dem Lichtstrahlen ausgehen, die sich dort getroffen haben (Schirmbild). Fehlt der Schirm, so gehen die Lichtstrahlen wieder auseinander und können, wenn sie ins Auge treffen, direkt wahrgenommen werden (Raumbild).
Ein Objekt kann bei einer Abbildung vom Objektraum als reelles Bild in den Bildraum übertragen werden. Ein reelles Zwischenbild kann seinerseits als Objekt in einen weiteren Bildraum übertragen werden.
Der Gegensatz ist das virtuelle Bild, das nie auf einem Schirm abgebildet werden kann, sondern beispielsweise nur mit einem Auge oder einer Kamera sichtbar gemacht werden kann.

## Beispiele
Wichtige Beispiele für reelle Bilder sind:
- Das Bild in einer Lochkamera.
- Das Bild, das eine Sammellinse oder ein Objektiv von einem Objekt erzeugt, das weiter von ihrer Hauptebene entfernt ist, als die Brennweite angibt. Je nach dem Abbildungsmaßstab kann das reelle Bild kleiner, gleich groß oder größer sein als das Objekt.
- Das Bild auf dem Bildschirm eines Fernsehgerätes; hier fallen auf den Bildschirm allerdings keine Lichtstrahlen, sondern sie werden dort erzeugt.
- Das Bild eines Leuchtmittels im Beleuchtungsstrahlengang in die Hauptebene des Abbildungsstrahlengangs beim verketteten Strahlengang.